# Premis Cóndor de Plata 2009
La 57a edició dels Premis Cóndor de Plata 2009, concedits per l'Asociación de Cronistas Cinematográficos de la Argentina, va tenir lloc el 10 d’agost de l'any 2009 als estudis de Canal 7, de Buenos Aires, on es va reconèixer a les millors pel·lícules argentines estrenades durant l'any 2008. Fou presentada per l’actriu Gabriela Radice.
La pel·lícula amb més nominacions i la més premiada va ser Aniceto de Leonardo Favio, onze candidatures i nou premis. En canvi, Leonera de deu candidatures no en va obtenir cap.

## Resum de premis i candidatures
| Pel·lícula                             | Candidatures | Premis |
| -------------------------------------- | ------------ | ------ |
| Aniceto                                | 11           | 9      |
| Cordero de Dios                        | 11           | 4      |
| El nido vacío                          | 8            | 1      |
| La cámara oscura                       | 8            | 1      |
| Las vidas posibles                     | 5            | 1      |
| Un novio para mi mujer                 | 4            | 1      |
| La mujer sin cabeza                    | 3            | 1      |
| 4 de Julio: La Masacre de San Patricio | 2            | 2      |
| El empleo                              | 1            | 1      |
| Historias extraordinarias              | 1            | 1      |
| Tropa d'elit                           | 1            | 1      |
| Persèpolis                             | 1            | 1      |
| Leonera                                | 10           | -      |
| Lluvia                                 | 7            | -      |
| Café de los maestros                   | 4            | -      |
| La próxima estación                    | 3            | -      |
| La León                                | 3            | -      |
| Rancho aparte                          | 3            | -      |
| La ronda                               | 2            | -      |
| Imaginadores                           | 2            | -      |
| Los paranoicos                         | 2            | -      |

## Premis i nominacions

### Cóndor de Plata a la Millor pel·lícula
| Pel·lícula       | Director             | Resultat   |
| ---------------- | -------------------- | ---------- |
| Aniceto          | Leonardo Favio       | Guanyadora |
| El nido vacío    | Daniel Burman        | Nominada   |
| La cámara oscura | María Victoria Menis | Nominada   |
| Leonera          | Pablo Trapero        | Nominada   |
| Lluvia           | Paula Hernández      | Nominada   |

### Cóndor de Plata a la Millor pel·lícula Iberoamericana
| Pel·lícula        | Director            | País                                   | Resultat   |
| ----------------- | ------------------- | -------------------------------------- | ---------- |
| Arráncame la vida | Roberto Sneider     | Brasil                                 | Nominada   |
| L'orfenat         | Juan Antonio Bayona | Espanya                                | Nominada   |
| Fados             | Carlos Saura        | Espanya · Portugal                     | Nominada   |
| La perrera        | Manolo Nieto        | Uruguai · Argentina · Espanya · Canadà | Nominada   |
| Tropa d'elit      | José Padilha        | Brasil                                 | Guanyadora |

### Cóndor de Plata a la Millor pel·lícula en llengua estrangera
| Pel·lícula                   | Director                          | País                  | Resultat   |
| ---------------------------- | --------------------------------- | --------------------- | ---------- |
| Caramel                      | Nadine Labaki                     | Líban                 | Nominada   |
| Le Scaphandre et le Papillon | Julian Schnabel                   | França · Estats Units | Nominada   |
| Juno                         | Jason Reitman                     | Estats Units          | Nominada   |
| Persépolis                   | Vincent Paronnaud Marjane Satrapi | França                | Guanyadora |

### Cóndor de Plata al Millor Director
| Director             | Pel·lícula          | Resultat  |
| -------------------- | ------------------- | --------- |
| Daniel Burman        | El nido vacío       | Nominat   |
| Leonardo Favio       | Aniceto             | Guanyador |
| Lucrecia Martel      | La mujer sin cabeza | Nominada  |
| María Victoria Menis | La cámara oscura    | Nominada  |
| Pablo Trapero        | Leonera             | Nominat   |

### Cóndor de Plata al Millor Actor
| Actor           | pel·lícula             | Resultat  |
| --------------- | ---------------------- | --------- |
| Adrián Suar     | Un novio para mi mujer | Nominat   |
| Ernesto Alterio | Lluvia                 | Nominat   |
| Germán Palacios | Las vidas posibles     | Nominat   |
| Jorge Marrale   | Cordero de Dios        | Guanyador |
| Oscar Martínez  | El nido vacío          | Guanyador |

### Cóndor de Plata a la Millor Actriu
| Actriu              | Pel·lícula                    | Resultat   |
| ------------------- | ----------------------------- | ---------- |
| Ana Celentano       | Las vidas posibles            | Nominada   |
| Leonora Balcarce    | Cordero de Dios               | Nominada   |
| María Onetto        | La mujer sin cabeza           | Guanyadora |
| Martina Gusman      | Leonera                       | Nominada   |
| Valeria Bertuccelli | Un novio para mi mujer Lluvia | Nominada   |

### Cóndor de Plata al Millor Actor de repartiment
| Actor          | pel·lícula             | Resultat  |
| -------------- | ---------------------- | --------- |
| Arturo Goetz   | El nido vacío          | Nominat   |
| Gabriel Goity  | Un novio para mi mujer | Guanyador |
| Horacio Peña   | Cordero de Dios        | Nominat   |
| Juan Minujin   | Cordero de Dios        | Nominat   |
| Mauricio Dayub | Paisito                | Nominat   |

### Cóndor de Plata a la Millor Actriu de repartiment
| Actriu         | pel·lícula          | Resultat   |
| -------------- | ------------------- | ---------- |
| Inés Efron     | El nido vacío       | Nominat    |
| Malena Solda   | Cordero de Dios     | Guanyadora |
| María Vaner    | La mujer sin cabeza | Nominada   |
| Natalia Oreiro | Las vidas posibles  | Nominada   |
| Silvina Bosco  | La cámara oscura    | Nominada   |

### Cóndor de Plata a la Revelació Masculina
| Actor                | pel·lícula      | Resultat  |
| -------------------- | --------------- | --------- |
| Francisco Nepomuceno | Regresados      | Nominat   |
| Hernán Piquín        | Aniceto         | Guanyador |
| Leandro Castello     | Rancho aparte   | Nominat   |
| Manuel Vignau        | Cordero de Dios | Nominat   |
| Rafael Spregelburd   | La ronda        | Nominat   |

### Cóndor de Plata a la Revelació Femenina
| Actriu            | pel·lícula         | Resultat   |
| ----------------- | ------------------ | ---------- |
| Ana Celentano     | Las vidas posibles | Guanyadora |
| Elli Medeiros     | Leonera            | Nominada   |
| Jazmín Stuart     | Los paranoicos     | Nominada   |
| Mirta Bogdasarián | La cámara oscura   | Nominada   |
| Natalia Pelayo    | Aniceto            | Nominada   |

### Cóndor de Plata al Millor guió Original
| Guionista                                                    | pel·lícula             | Resultat    |
| ------------------------------------------------------------ | ---------------------- | ----------- |
| Alejandro Fadel Martín Mauregui Santiago Mitre Pablo Trapero | Leonera                | Nominats    |
| Lucía Cedrón Santiago Giralt T. Philippon-Aginski            | Cordero de Dios        | Guanyadores |
| Paula Hernández                                              | Lluvia                 | Nominada    |
| Pablo Solarz                                                 | Un novio para mi mujer | Nominat     |
| Sandra Gugliotta                                             | Las Vidas Posibles     | Nominada    |

### Cóndor de Plata al Millor guió adaptat
| Guionista                          | pel·lícula       | Resultat  |
| ---------------------------------- | ---------------- | --------- |
| Edi Flehner                        | Rancho aparte    | Nominada  |
| Inés de Oliveira Cézar Sergio Wolf | Extranjera       | Nominats  |
| Leonardo Favio                     | Aniceto          | Guanyador |
| María Victoria Menis A.F. Murray   | La cámara oscura | Nominada  |

### Cóndor de Plata al Millor Muntatge
| Pel·lícula          | Receptor                                    | Resultat   |
| ------------------- | ------------------------------------------- | ---------- |
| Aniceto             | Paola Amor                                  | Guanyadora |
| Cordero de Dios     | Rosario Suárez                              | Nominada   |
| La próxima estación | Mauricio Minotti Alberto Ponce Pino Solanas | Nominats   |
| Leonera             | Ezequiel Borovinsky Pablo Trapero           | Nominats   |
| Lluvia              | Rosario Suárez                              | Nominada   |

### Cóndor de Plata a la Millor Fotografia
| Pel·lícula    | Fotògraf           | Resultat  |
| ------------- | ------------------ | --------- |
| Aniceto       | Alejandro Giuliani | Guanyador |
| El nido vacío | Hugo Colace        | Nominat   |
| La León       | Paula Grandio      | Nominada  |
| Leonera       | Guillermo Nieto    | Nominat   |
| Lluvia        | Guillermo Nieto    | Nominat   |

### Cóndor de Plata a la Millor Direcció Artística
| Pel·lícula       | Receptor         | Resultat  |
| ---------------- | ---------------- | --------- |
| Aniceto          | Andrés Echeveste | Guanyador |
| Cordero de Dios  | Cristina Nigro   | Nominada  |
| La cámara oscura | Marcela Bazzano  | Nominada  |
| Leonera          | Coca Oderigo     | Nominada  |
| Rancho aparte    | Mariela Rípodas  | Nominada  |

### Cóndor de Plata al Millor Vestuari
| Pel·lícula       | Receptor      | Resultat   |
| ---------------- | ------------- | ---------- |
| Aniceto          | Mónica Toschi | Nominada   |
| Cordero de Dios  | Marisa Urruti | Nominada   |
| El nido vacío    | Roberta Pesci | Nominada   |
| La cámara oscura | Mónica Toschi | Guanyadora |
| Leonera          | Marisa Urruti | Nominada   |

### Cóndor de Plata a la Millor Música
| Compositor          | Pel·lícula           | Resultat  |
| ------------------- | -------------------- | --------- |
|                     | Café de los maestros | Nominat   |
| Iván Wyszogrod      | Aniceto              | Guanyador |
| Marcelo Moguilevsky | La cámara oscura     | Nominat   |
| Nico Cota           | El nido vacío        | Nominat   |

### Cóndor de Plata al Millor So
| Receptor                      | Pel·lícula           | Resultat  |
| ----------------------------- | -------------------- | --------- |
| Abel Tortorelli               | La León              | Nominat   |
| Federico Esquerro             | Leonera              | Nominat   |
| Guido Berenblum Aníbal Kerpel | Café de los maestros | Nominat   |
| Iván Wyszogrod                | Aniceto              | Guanyador |
| Martín Grignaschi             | Lluvia               | Nominat   |

### Cóndor de Plata al Millor Documental
| Pel·lícula                             | Director                           | Resultat   |
| -------------------------------------- | ---------------------------------- | ---------- |
| 4 de Julio: La Masacre de San Patricio | Juan Pablo Young Pablo Zubizarreta | Guanyadora |
| Café de los maestros                   | Miguel Kohan                       | Nominada   |
| Imaginadores                           | Daniela Fiore                      | Nominada   |
| La próxima estación                    | Pino Solanas                       | Nominada   |
| Licencia N°1                           | Matilde Michanié                   | Nominada   |

### Cóndor de Plata al Millor guió documental
| Guionista                          | pel·lícula                             | Resultat    |
| ---------------------------------- | -------------------------------------- | ----------- |
| Juan Pablo Young Pablo Zubizarreta | 4 de Julio: La Masacre de San Patricio | Guanyadores |
| Julio Miguel Azamor Daniela Fiore  | Imaginadores                           | Nominats    |
| Pino Solanas                       | La próxima estación                    | Nominat     |
| Miguel Kohan Gustavo Santaolalla   | Café de los maestros                   | Nominats    |
| Néstor Frenkel                     | Construcción de una Ciudad             | Nominat     |

### Cóndor de Plata a la Innovació Artística
| Pel·lícula                                   | Director                     | Resultat   |
| -------------------------------------------- | ---------------------------- | ---------- |
| Construcción de una Ciudad                   | Néstor Frenkel               | Nominat    |
| La nación mapuche                            | Fausta Quattrini             | Nominada   |
| Historias extraordinarias                    | Mariano Llinás               | Guanyadora |
| Puerta 12                                    | Pablo Tesoriere              | Nominada   |
| Rastrojero, utopías de la Argentina potencia | Marcos Pastor Miguel Colombo | Nominada   |

### Cóndor de Plata al Millor Curtmetratge
| Pel·lícula          | Director                                   | Resultat   |
| ------------------- | ------------------------------------------ | ---------- |
| A Papá              | Sergio Teubal                              | Nominada   |
| Dos metros          | Javier Mrad Javier Salazar Eduardo Maraggi | Nominada   |
| El empleo           | Santiago Grasso Patricio Plaza             | Guanyadora |
| Un Santo para Telmo | Santiago Hadida Gabriel Stagnaro           | Nominada   |

### Cóndor de Plata a la Millor Ópera Prima
| Pel·lícula      | Director         | Resultat   |
| --------------- | ---------------- | ---------- |
| Cordero de Dios | Lucía Cedrón     | Guanyadora |
| La León         | Santiago Otheguy | Nominada   |
| La ronda        | Inés Braun       | Nominada   |
| Los paranoicos  | Gabriel Medina   | Nominada   |

## Premis Honorífics
En la cerimònia també va homenatjar un grup d'artistes, destacant-se els seus contribucions a la indústria cinematogràfica al llarg de les seves carreres: els actors Federico Luppi i Diana Maggi, el director de fotografia Ricardo Younis i a la periodista Clara Fontana.